# Lista de vereadores de Pinheiral
Esta é a lista de vereadores de Pinheiral, município brasileiro do estado do Rio de Janeiro.
A Câmara Municipal de Pinheiral é formada por nove representantes.
A Câmara elege os membros das mesas diretoras na 1ª sessão do primeiro ano da legislatura.

## 7ª Legislatura (2021–2024)
Estes são os vereadores eleitos nas eleições de 15 de novembro de 2020, pelo período de 1° de janeiro de 2021 a 31 de dezembro de 2024:
| Mesa Diretora (2021)             |                       |                        |                           |
| Nome                             | Início do mandato     | Fim do mandato         | Cargo                     |
| Marco Antonio Pereira (PSC)      | 1º de janeiro de 2021 | 31 de dezembro de 2021 | Presidente da Câmara      |
| Jordacio Elias Mendonça (PSC)    | 1º de janeiro de 2021 | 31 de dezembro de 2021 | Vice-presidente da Câmara |
| Demostenes José N. Paulino (MDB) | 1º de janeiro de 2021 | 31 de dezembro de 2021 | Secretário                |

| Mesa Diretora (2022)             |                       |                        |                           |
| Nome                             | Início do mandato     | Fim do mandato         | Cargo                     |
| Demostenes José N. Paulino (MDB) | 1º de janeiro de 2022 | 31 de dezembro de 2022 | Presidente da Câmara      |
| Marco Antônio Pereira (PSC)      | 1º de janeiro de 2022 | 31 de dezembro de 2022 | Vice-presidente da Câmara |
| Jordácio Elias Mendonça (PSC)    | 1º de janeiro de 2022 | 31 de dezembro de 2022 | Secretário                |

| Mesa Diretora (2023)             |                       |                        |                           |
| Nome                             | Início do mandato     | Fim do mandato         | Cargo                     |
| Mário Arthur Franco Garcia (PSC) | 1º de janeiro de 2023 | 31 de dezembro de 2023 | Presidente da Câmara      |
| Demostenes José N. Paulino (MDB) | 1º de janeiro de 2023 | 31 de dezembro de 2023 | Vice-presidente da Câmara |
| Marco Antônio Pereira (PSC)      | 1º de janeiro de 2023 | 31 de dezembro de 2023 | Secretário                |

| Mesa Diretora (2024)             |                       |                        |                           |
| Nome                             | Início do mandato     | Fim do mandato         | Cargo                     |
| Jordácio Elias Mendonça (PSC)    | 1º de janeiro de 2024 | 31 de dezembro de 2024 | Presidente da Câmara      |
| Demostenes José N. Paulino (MDB) | 1º de janeiro de 2024 | 31 de dezembro de 2024 | Vice-presidente da Câmara |
| Marco Antônio Pereira (PSC)      | 1º de janeiro de 2024 | 31 de dezembro de 2024 | Secretário                |

|   | Nome                                                                         | Partido                                | Votos | %    | Observações |
| - | ---------------------------------------------------------------------------- | -------------------------------------- | ----- | ---- | ----------- |
| 1 | Jordácio Elias Mendonça (2024) (Volta Redonda, 30.09.1979–)                  | Partido Social Cristão (PSC)           | 532   | 4,05 | 2º mandato  |
| 2 | Marco Antônio Pereira, Marquito (2021) (Barra do Piraí, 05.04.1970–)         | Partido Social Cristão (PSC)           | 506   | 3,86 | 2º mandato  |
| 3 | Leonardo Sergino Cabral, Léo da Saúde (Volta Redonda, 10.08.1980–)           | Partido Social Liberal (PSL)           | 445   | 3,39 | 1º mandato  |
| 4 | Luiz Carlos da Silva, Luiz Enfermeiro (Santa Rita de Ibitipoca, 26.04.1954–) | Movimento Democrático Brasileiro (MDB) | 426   | 3,25 | 2º mandato  |
| 5 | Demóstenes José Nunes Paulino (2022) (Pinheiral, 19.03.1979–)                | Movimento Democrático Brasileiro (MDB) | 421   | 3,21 | 1º mandato  |
| 6 | Leonardo Francisco de Barros, Léo Barros (Piraí, 06.04.1988–)                | Democracia Cristã (DC)                 | 412   | 3,14 | 1º mandato  |
| 7 | Carina Valim Pires (Piraí, 04.05.1987–)                                      | Partido Social Liberal (PSL)           | 408   | 3,11 | 1º mandato  |
| 8 | Mário Arthur Franco Garcia (2023) (Barra Mansa, 20.06.1989–)                 | Democratas (DEM)                       | 331   | 2,52 | 1º mandato  |
| 6 | José Augusto dos Santos Cardoso, Cardoso Gugu (Rio de Janeiro, 03.02.1978–)  | REPUBLICANOS                           | 307   | 2,34 | 1º mandato  |

## 6ª Legislatura (2017–2020)
Estes são os vereadores eleitos nas eleições de 2 de outubro de 2016, pelo período de 1° de janeiro de 2017 a 31 de dezembro de 2020:
|   | Nome                                                                         | Partido                                            | Votos | %    | Observações |
| - | ---------------------------------------------------------------------------- | -------------------------------------------------- | ----- | ---- | ----------- |
| 1 | Müller Adriano da Fonseca (2019) (Volta Redonda, 12.02.1981–)                | Partido Republicano Brasileiro (PRB)               | 858   | 6,01 | 1º mandato  |
| 2 | Jordacio Elias Mendonça (2020) (Volta Redonda, 30.09.1979–)                  | Partido Trabalhista Cristão (PTC)                  | 755   | 5,28 | 1º mandato  |
| 3 | Marco Antonio Pereira, Marquito (Barra do Piraí, 05.04.1970–)                | Partido Progressista (PP)                          | 695   | 4,86 | 1º mandato  |
| 4 | Dr. Magno Vicente Ferreira (Piraí, 13.02.1982–)                              | Partido Progressista (PP)                          | 679   | 4,75 | 1º mandato  |
| 5 | Levy Bitencourt da Silva (Barra do Piraí, 01.02.1950–)                       | Partido do Movimento Democrático Brasileiro (PMDB) | 491   | 3,44 | 1º mandato  |
| 6 | Anderson Costa Alonso, Costalonso (2018) (Rio de Janeiro, 23.01.1974–)       | Partido Republicano Brasileiro (PRB)               | 469   | 3,28 | 1º mandato  |
| 7 | Drª. Carmen Lúcia Costa de Carvalho (Nova Iguaçu, 13.06.1946–)               | Partido Trabalhista Cristão (PTC)                  | 442   | 3,09 | 1º mandato  |
| 8 | Luiz Carlos da Silva, Luiz Enfermeiro (Santa Rita de Ibitipoca, 26.04.1954–) | Partido do Movimento Democrático Brasileiro (PMDB) | 439   | 3,07 | 1º mandato  |
| 9 | Richard Cortes de Brito, Toró (2017) (Volta Redonda, 16.05.1979–)            | Partido Socialista Brasileiro (PSB)                | 288   | 2,02 | 1º mandato  |

## Legenda
| Cor  | Significado          |
| Bege | Presidente da Câmara |
| Azul | Suplente             |